# 宮代町 (静岡市)
宮代町（みやしろちょう）は、静岡市清水区の地名。丁番を持たない単独町名である。住居表示は実施済み。

## 地理
北で辻五丁目、東で辻四丁目と本郷町、南で小芝町、西で大手に隣接する。
町界の南端で国道1号に接し、清水駅前に発達する市街地の一角を占める。町内には静岡市立清水第一中学校がある。

## 歴史

### 沿革
- 1924年（大正13年）
  - 1月13日 - 庵原郡にあった辻町と江尻町が安倍郡入江町に編入し、同日に廃止。
  - 2月11日 - 入江町が清水町、不二見村、三保村が合併して清水市が発足。
- 1938年（昭和13年）8月8日
  - 江尻宮代町・江尻本宿町・江尻竹下町が江尻（一部）・江尻出作（一部）より分割・新設。
  - 江尻大和町が江尻（一部）・江尻出作（一部）・入江（一部）より分割・新設。
- 1973年（昭和48年）7月1日 - 江尻本宿町・江尻竹下町（一部）・江尻宮代町（一部）・江尻大和町（一部）より宮代町が新設され、住居表示化。
- 2003年（平成15年）4月1日 - 清水市が静岡市と合併し、改めて静岡市が発足。宮代町は「清水宮代町」に改称。
- 2005年（平成17年）4月1日 - 静岡市が政令指定都市に移行し、旧町域は清水区となる。清水宮代町は「宮代町」に改称。

## 世帯数と人口
2021年（令和3年）9月30日現在の世帯数と人口は以下の通りである。
| 大字   | 世帯数  | 人口  |
| ------ | ------- | ----- |
| 宮代町 | 145世帯 | 321人 |

## 小・中学校の学区
市立小・中学校に通う場合、学区は以下の通りとなる。
| 番・番地等 | 小学校               | 中学校                 |
| ---------- | -------------------- | ---------------------- |
| 全域       | 静岡市立清水辻小学校 | 静岡市立清水第一中学校 |

## 交通

### 鉄道
- 町内に駅はない。最寄駅は東海道本線の清水駅。

### バス
- しずてつジャストライン - 「ハートピア清水」停留所。

### 道路
- 国道1号
- 静岡県道75号清水富士宮線

## 施設
- はーとぴあ清水
- 静岡市立清水第一中学校
- 辻生涯学習交流館